# 吸血蛾 (映画)
『吸血蛾』（きゅうけつが）は、1956年に公開された中川信夫監督の日本映画。
横溝正史の同名小説『吸血蛾』を原作としている。

## あらすじ
ファッションデザイナーとして名声を得ている浅茅文代は、夜中に謎の男からデザイン画を買い取っては焼却していた。その一方で、文代が率いている団体の関係者が次々と殺害され、あるいは行方不明になる。実は、文代のデザインはパリで同棲していた伊吹のもので、オオカミのような形相で突発的に暴れまわる狼つきという奇病を患った伊吹から逃げるようにして帰国する際に盗んだものであった。謎の男は彼女のパトロン・長岡で、秘密を知って伊吹からデザインを買い取り、文代の良心に訴えるべく、素性を伏せて売りつけていたのである。
一方、伊吹は双子の兄である江藤が運営する昆虫館に文代を呼び出し暴行しようとして逆に殺害されており、それを目撃した浅茅会のマネージャー・村越徹は文代を脅して自らの目的に利用していた。快楽殺人者である村越は、伊吹の死が世間にまだ知られていないことを利用し、狼男・伊吹に成りすまして殺害を続けていた。行方不明になったモデルたちは、連続殺人を弟の犯行と考えた江藤が保護するつもりで拉致したのだが、その江藤も村越が殺害する。
しかし、金田一の指示で警察が伊吹の死体を発見する。狼男に扮して村越と文代の前に現れた金田一に真相を指摘された村越は文代を射殺して逃走する。金田一が廃ビルの上階へ追いかけている間に警官隊が到着し、村越は逃げ損ねて転落死する。

## スタッフ
以下のスタッフ名は特に記載がない限りKINENOTEに従った
。
- 監督 - 中川信夫
- 製作 - 滝村和男
- 脚本 - 小国英雄、西島大[3]
- 原作 - 横溝正史 小説『吸血蛾』
- 撮影 - 安本淳
- 美術 - 北猛夫、安倍輝明
- 音楽 - 佐藤勝
- 録音 - 保坂有明
- 照明 - 森茂
- 助監督 - 野長瀬三摩地[3]

## キャスト
以下の出演者名と役名は特に記載がない限りKINENOTEに従った。
- 久慈あさみ - 浅茅文代
- 塩沢登代路 - 滝田加代子
- 万里陽子 - 有馬和子
- 白鳩真弓 - 葛野多美子
- 伊原律子 - 赤松静江
- 安西郷子 - 杉野弓子
- 立花満枝 - 日高ユリ
- 花房一美 - 志賀由紀子
- 宮田芳子 - 松崎
- 記平佳枝 - 河野
- 大久保豊子 - 節子
- 有島一郎 - 村越徹
- 東野英治郎 - 伊吹徹三／江藤俊作[3]
- 斎藤達雄 - 長岡秀二
- 千秋実 - 川瀬三吾
- 大村千吉 - マー坊
- 太田芳勝 - ヒロ
- 中北千枝子 - 日下田鶴子
- 池部良 - 金田一耕助
- 小堀明男 - 等々力警部[3]
- 草間璋夫 - 山口刑事
- 熊谷二良 - 村上刑事
- 伊東絹子 - （特別出演）[3]

## 同時上映
- 『漫才長屋に春が来た』